# Levcenkove, Zhurivka
Levcenkove (în ucraineană Левченкове) este un sat în comuna Mala Berezanka din raionul Zhurivka, regiunea Kiev, Ucraina.

## Demografie
Componența lingvistică a localității Levcenkove
     Ucraineană (100%)
Conform recensământului din 2001, toată populația localității Levcenkove era vorbitoare de ucraineană (100%).